# 1798 в Україні

## Події

- Видання перших трьох частин «Енеїди» Івана Котляревського в Санкт-Петербурзі, без відома автора, під назвою: «Енеида. На малороссійскій языкъ перелиціованная И. Котляревскимъ». Повністю «Енеїда» вийшла в світ після смерті Котляревського, в 1842 році. Цей твір є першокласним джерелом з українознавства, українського побуту та культури XVIII століття[1][2].

## Особи

### Народились
- 27 квітня, Поджіо Олександр Вікторович (1798—1873) декабрист, один із найактивніших членів Південного товариства.
- 3 травня, Густав Олізар (1798—1865) — київський губернський маршалок дворянства, польськомовний поет.
- 25 серпня, Полікарп (Радкевич) (1798—1867) — український релігійний діяч доби Російської імперії, духовний письменник, ректор Смоленської духовної семінарії.
- 11 жовтня, Грязнов Сергій Іванович (1798—1860) — російський архітектор, виконував проекти в дусі пізнього ампіру.
- 14 жовтня, Лукаш Баранецький (1798—1858) — шляхтич, римо-католицький релігійний діяч, львівський латинський архієпископ.
- 25 грудня, Йосиф (Семашко) (1798—1868) — митрополит спочатку унійний, з 1839 православний.
- Абаза Платон Никандрович (1798—1862) — український практик сільського господарства та знавець вівчарства.
- Вовк Хведір Ївлампійович (1798—1889) — український кобзар. Кобзарський цехмайстер у 1848—1889 р.р.
- Вольховський Володимир Дмитрович (1798—1841) — декабрист, військовик, генерал-майор Генштабу (1831).

### Померли
- 8 травня, Арсеній (Ґловнєвський) (1748—1898) — василіянин, єпископ Берестейської єпархії Руської Унійної Церкви (1798).
- Ієронім (Блонський) (1735—1798) — церковний діяч, архімандрит Київського Михайлівського Золотоверхого монастиря, ректор Києво-Могилянської академії (1791—1795).
- Амфілохій Леонтович (1729—1798) — архімандрит Київського Межигірського та Пустинно-Миколаївського монастирів, єпископ Відомства православного сповідання Російської імперії, єпископ Переяславський і Бориспільський, вікарій Київської митрополії.
- Янов Петро Миколайович — статський радник, подільський віце-губернатор у 1795—1797 роках, подільський губернатор у 1797—1798 роках.

## Засновані, створені
- Житомирська дієцезія
- Свято-Успенський собор (Херсон)
- Церква Введення в храм Пресвятої Богородиці (Велика Горожанна)
- Церква святої Параскеви Тарновської (Горошова)
- Межигірська фаянсова фабрика
- Обласна клінічна лікарня ім. Мечникова (Дніпро)
- Полтавський піхотний полк
- Чорноморська штурманська рота (Миколаїв)
- Авидівка
- Адамівка (Білгород-Дністровський район)
- Арчепитівка
- Бабичеве
- Байбузівка
- Березівка (Макарівський район)
- Білоусівка (Савранський район)
- Благодатне (Білгород-Дністровський район)
- Вовчий Яр (Куп'янський район)
- Гізівщина
- Дубки (Савранський район)
- Жорнище (Іллінецький район)
- Зарябинка
- Злинка (село)
- Кам'яне (Савранський район)
- Капустянка
- Карабилівка
- Ковбасова Поляна
- Крутоярівка (Білгород-Дністровський район)
- Лиманське (смт)
- Мала Стратіївка
- Нова Ободівка
- Олександрівка (Чорноморська міська рада)
- Панкратове
- Рубанівка (Великолепетиський район)
- Семенівка (Єланецький район)
- Слюсареве
- Струтинка (Савранський район)
- Тополине (Василівський район)
- Царівка (Новоайдарський район)
- Цибівка (Куп'янський район)
- Чабанівка (Любашівський район)
- Шайтанка (село)
- Янишівка

## Видання, твори
- Енеїда (Котляревський)

## Пам'ятні дати та ювілеї

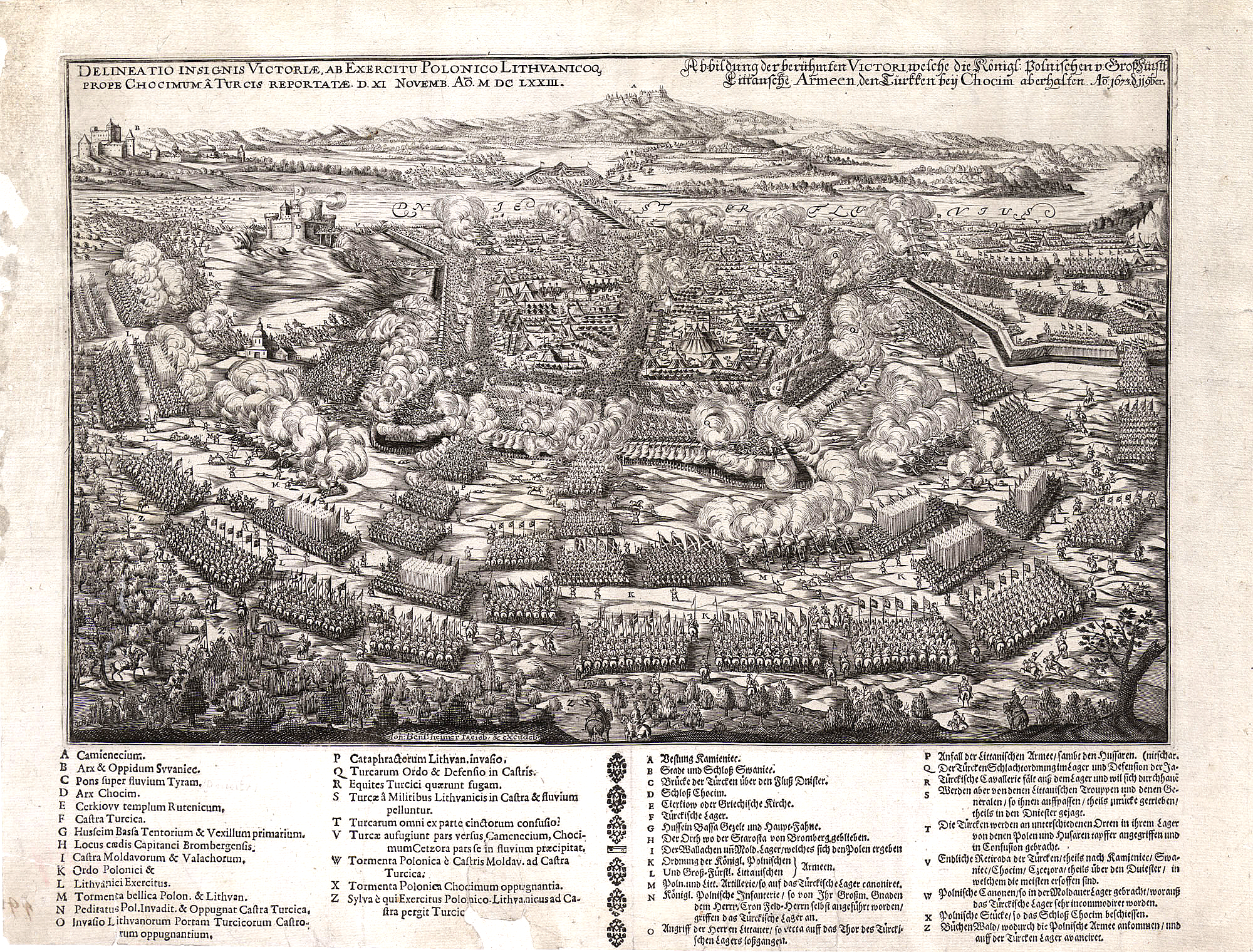
Хотинська битва

- 900 років з часу (898 рік):
  - Облоги Києва — нападу кочівників-угорців на чолі з ханом Алмошем на Київ в ході їх кочування на захід і попередній завоюванню батьківщини на Дунаї (з центром в Паннонії)[3].
  - першої писемної згадки про місто Галич[2][4][5] — колишньої столиці Галицько-Волинського князівства, наймогутнішої твердині на південно-західних давньоруських землях, а нині — центру Галицької міської громади Івано-Франківської області.
- 725 років з часу (1073 рік):

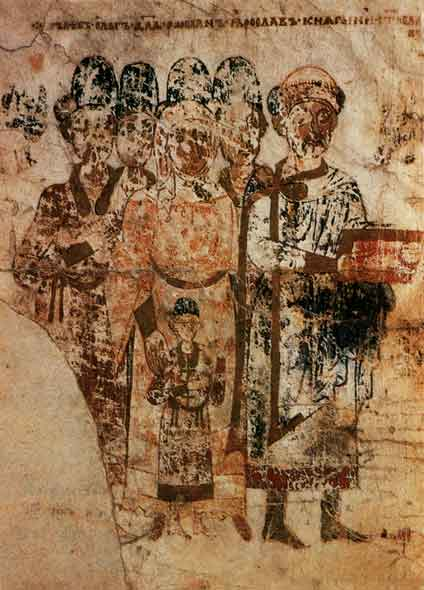
Зображення Святослава Ярославича в «Ізборнику» 1073 року

- - розпаду триумвірату в результаті захоплення великокняжого престолу Святославом Ярославичем (до 1076 року) за допомогою брата Всеволода[6].
  - укладення енциклопедичного збірника Ізборник Святослава[6].
- 625 років з часу (1173 рік):
  - другого походу великого князя володимирського Андрія Боголюбського на Київщину[7] та його розгромлення під Вишгородом українцями під командуванням Мстислава Ростиславича та луцького князя Ярослава Ізяславича, який після перемоги став великим київським князем[8].

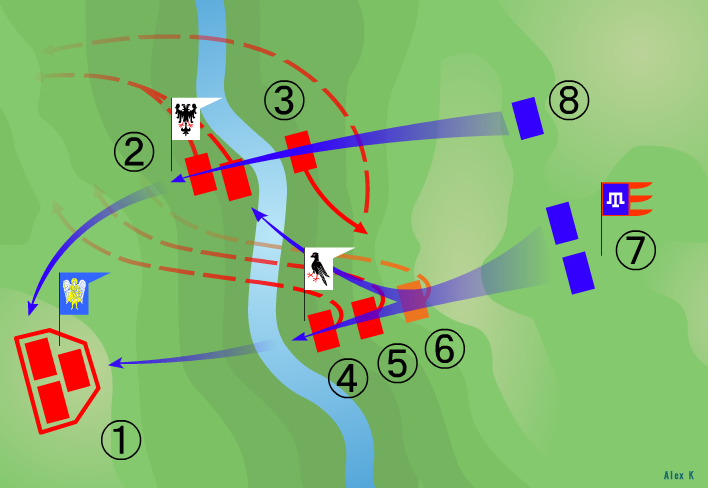
Уявний план битви на Калці за Іпатіївським літописом(31 травня 1223 року):1) Кияни Мстислава Романовича; 2) Чернігівці Мстислава Святославича; 3) Курчани Олега Святославича; 4) Галичани Мстислава Удатного; 5) Волинці Данила Романовича; 6) Половці Яруна; 7) Монголи Субедея і Джебе; 8) Бродники Плоскині.

- 575 років з часу (1223 рік):

- - 31 травня — битви на річці Калка, коли монгольські війська під командуванням полководців Чингізхана Субедея Баатура і Джебе-нойона перемогли спільні війська руських князів, під керівництвом Мстислава Романовича Київського, Мстислава Мстиславича Галицького, Мстислава Святославича Чернігівського та половецького хана Котяна Сутоєвича.[10].
- 475 років з часу (1323 рік):
  - Ліквідації Переяславського князівства.
- 450 років з часу (1348 рік):
  - вторгнення військ польського короля Казимира III на Галичину та Волинь.
- 400 років з часу (1398 рік):
  - проголошення Вітовта самостійним правителем Великого князівства Литовського, Руського та Жемайтійського.
- 350 років з часу (1448 рік):
  - 15 грудня — самовільне відокремлення Російської Православної Церкви від Київської Митрополії Константинопольського Патріархату та проголошення єпископа Рязанського Іони «Митрополитом Київським» самостійно, без дозволу Вселенського Патріархату[11].
- 300 років з часу (1498 рік):
  - князю Костянтину Острозькому вручено гетьманську булаву Великого князівства Литовського[12][13].
- 250 років з часу (1548 рік):
  - першої писемної згадки про місто Рені (в Ізмаїльському районі Одеської області).
- 225 років з часу (1573 рік):
  - походу флотилії Самійла Кішки в Чорне море до гирла Дунаю.
- 200 років з часу (1598 рік):
  - Повстання гетьмана реєстрового козацтва (1598—1599) Федора Полоуса проти польської влади, того ж року морський похід на Кілію, Білгород, Тягиню і Сілістрію.
  - заснування містечка Тростянець (селище міського типу Гайсинського району, Вінницької області).
  - заснування українськими козаками[14] слободи Більської (Стара Біла[15]) на території Острогозького Слобідського полку, шо стало містечком Старобільськом — районний центр у Луганській області.
- 175 років з часу (1623 рік):
  - обрання Михайла Дорошенка гетьманом Запорозького козацтва[2].
  - походу козацької флотилії Оліфера Голуба в Чорне та Азовське моря, розгром османської ескадри під Кафою.
  - морського походу під рукою гетьмана Михайла Дорошенка на Стамбул.

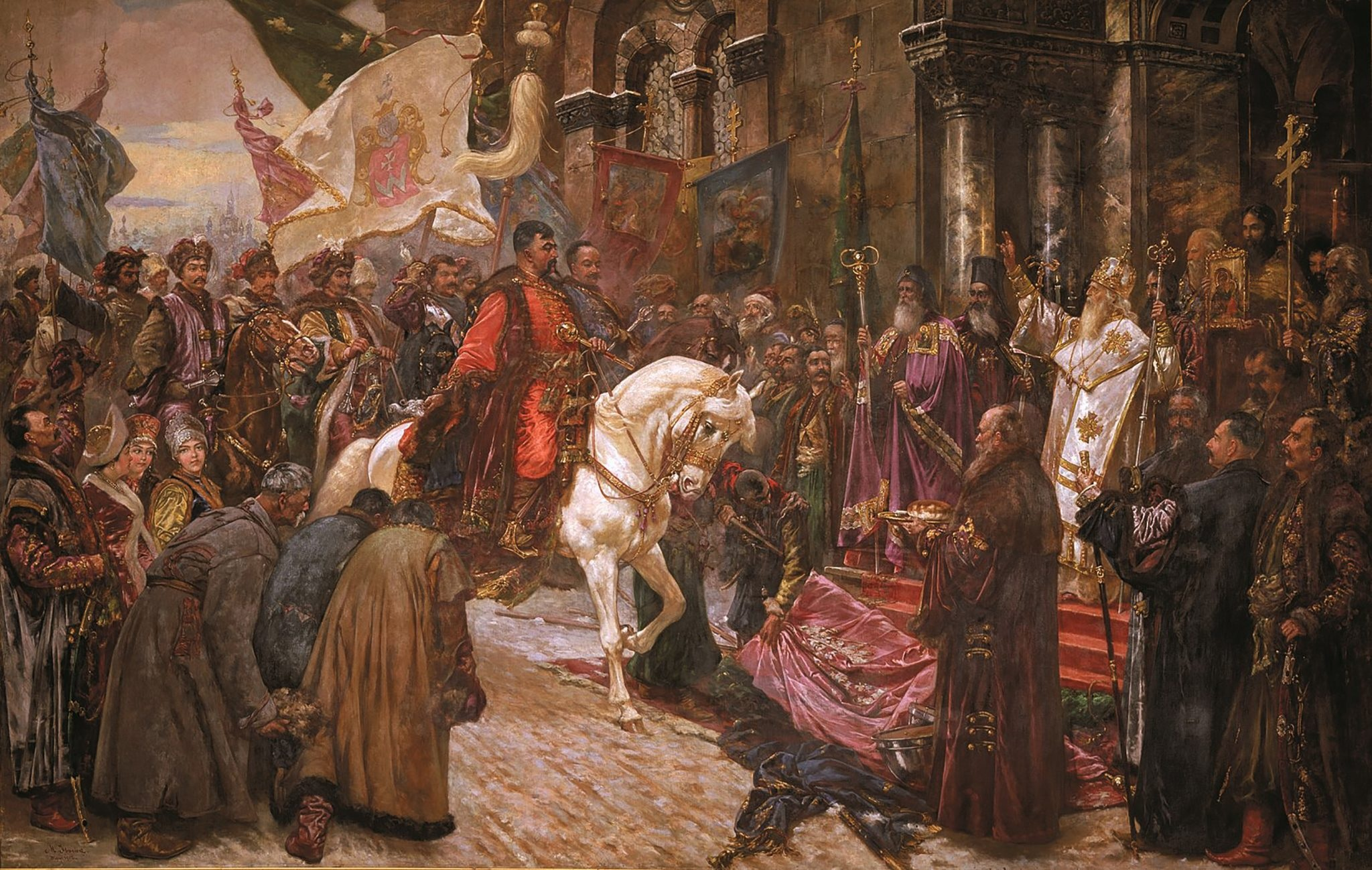
Тріумфальний в'їзд Богдана Хмельницького до Києва у грудні 1648 року

- 150 років з часу (1648 рік):

- - січень — початку повстання козаків на Запорожжі, початку визвольної війни, обрання гетьманом Богдана Хмельницького.
  - березень — укладення Бахчисарайського договору між Гетьманською Україною (гетьманом Богданом Хмельницьким) і Кримським ханством (Кримським ханом Іслямом Ґераєм III) про військово-політичний союз.
  - переможних битв українського козацтва під Жовтими Водами (29 квітня — 16 травня 1648), Корсунем (25 — 26 травня 1648), Пилявцями (21 — 23 вересня 1648)[2].
- 125 років з часу (1673 рік):

- - 11 листопада — Хотинської битви (у ході польсько-турецької війни), в якій об'єднане польське і литовське військо під командуванням коронного великого гетьмана Яна Собеського розбило турецьку армію на чолі з Хусейном-пашею.
  - походів Івана Сірка на Очаків та Ізмаїл[2].
- 75 років з часу (1723 рік):
  - ув'язнення у Петербурзі козацької старшини та обраного нею гетьмана Павла Полуботка.

### Установ та організацій
- 225 років з часу (1573 рік):
  - 25 лютого — заснування у Львові у монастирі святого Онуфрія Іваном Федоровим друкарні[2], де наступного року було надруковано перший східнослов'янський «Буквар»[16].

### Видатних особистостей

#### Народження
- 775 років з часу (1023 рік):
  - народження Анастасії Ярославни, королеви Угорщини (1046—1061 рр.) з династії Рюриковичів, дружини короля Андраша I; наймолодша дочка Ярослава Мудрого та Інгігерди, сестри королеви Франції Анни Ярославни та королеви Норвегії Єлизавети Ярославни (пом 1074).
- 375 років з часу (1423 рік):
  - народження Ма́ртина Ґа́штовта[17][18] / 1505) — київського воєводу, який 1471 року поклав кінець існуванню удільного Київського князівства.
- 275 років з часу (1523 рік):
  - народження Григорія Самборчика (або Григорія з Самбора) — українського (руського) вченого, поета епохи Відродження, гуманіста (пом. 26 лютого 1573).
- 175 років з часу (1623 рік):
  - народження Івана Брюховецького, українського військового, політичного і державного діяча, гетьмана Лівобережної України (1663—1668 рр.). (пом. 17 червня 1668).
  - народження Романа Ракушка-Романовського — державного і церковного діяча другої половини 17 століття. (пом. 1703).
  - народження Іри́ни Сомко — дружини українського гетьмана Якима Сомка. (пом. бл. 1678).
- 150 років з часу (1648 рік):
  - народження Девлета II Ґерая  — кримського хана у 1699—1702, 1709—1713 рр. з династії Ґераїв. (пом. 1718).
- 125 років з часу (1673 рік):
  - народження Гази III Ґерая  — кримського хана у 1704—1707 рр. з династії Ґераї. (пом 1709).
- 100 років з часу (1698 рік):
  - народження Андрія Барятинського  — князя, генерал-майора, члена Генерального військового суду (1734—1737), члена Правління гетьманського уряду (1735—1737)[19], представник княжого роду Барятинських (Борятинських) — нащадки Черніговського князя Михайла Всеволодича.[20] (пом. 1750)
  - народження Митрополита Тимофі́й — релігійного діяча, митрополита Київського та Галицького (1748—1757). (пом. 1767).
- 75 років з часу (1723 рік):
  - 31 жовтня — народження Йова (Базилевича)  — ректора Переяславського і Харківського колегіумів, єпископа Переяславського та Бориспільського безпатріаршої РПЦ. (пом. 1776).
  - народження Василя Григоровича Туманського  — Генерального писаря в 1762—1781 роках, бунчукового товариша, дійсного статського радника. (пом. 1809).
- 25 років з часу (1723 рік):
  - народження Василя Назаровича Каразіна — українського вченого, винахідника, громадського діяча. Засновника Харківського університету (1805), ініціатора створення одного з перших у Європі Міністерства народної освіти. (пом. 1842).

#### Смерті

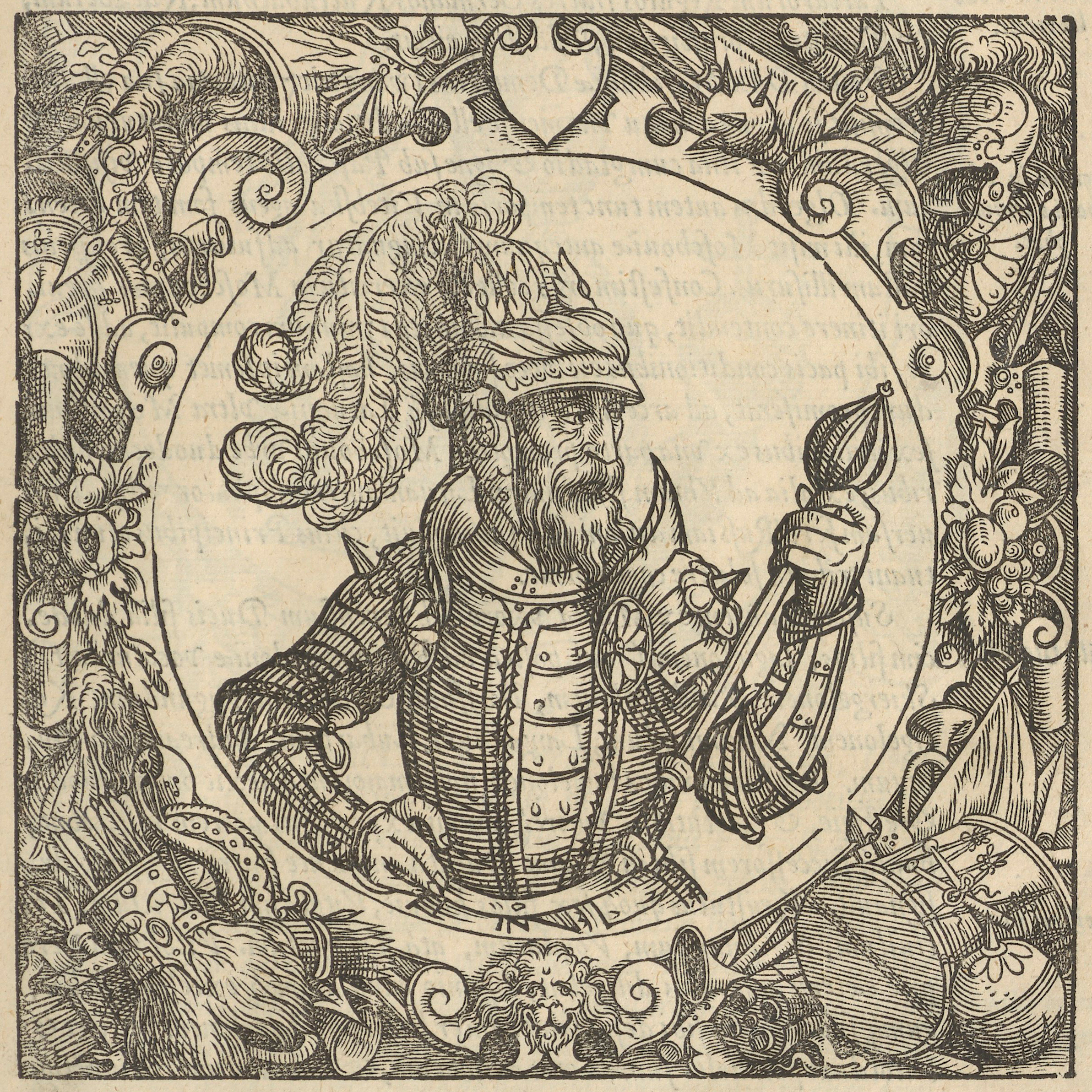
уявний портрет Ольгерда Гедиміновича 1578 року

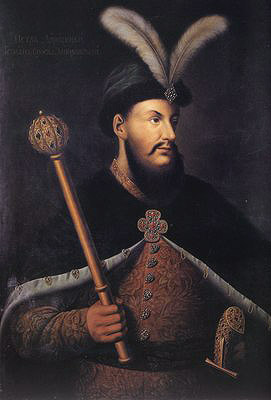
Гетьман Війська Запорозького (1665—1676) Петро Дорошенко

- 725 років з часу (1073 рік):

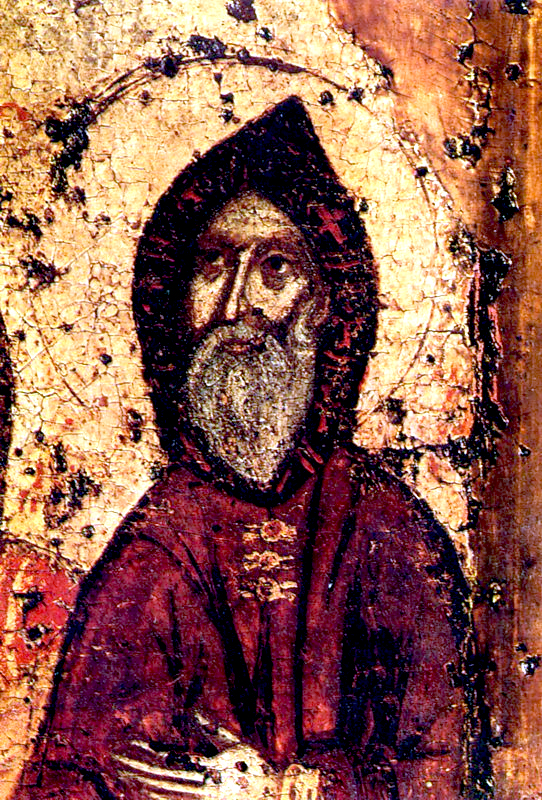
Фрагмент Свенської ікони Божої Матері

- - смерті Антонія Печерського, церковного діяча Русі-України, одного із засновників Києво-Печерського монастиря і будівничог Свято-Успенського собору (нар 983)[2][21];
- 700 років з часу (1098 рік):
  - смерті Єфре́ма II Переясла́вського — церковного діяча, святого XI–XII століть, митрополита Київського.
- 600 років з часу (1198 рік):
  - смерті Ники́фора ІІ — митрополита Київського та всієї України (1182—1198)[22]
- 575 років з часу (1223 рік):
  - 2 червня — смерті Мстисла́ва Рома́новича (Мстисла́ва Старого) — Великого князя Київського (1212—1223) (нар. 1156).
- 450 років з часу (1323 рік):
  - смерті Андрі́я Ю́рійовича та Лева II Ю́рійовича[23]) — галицьких князів із династії Романовичів, співправителів Королівства Русі та Галицько-Волинського князівства[24].
- 425 років з часу (1373 рік):

- - 24 травня — смерті Ольгерда Гедиміновича, великого князя литовського, який за понад 40 років свого правління створив найбільшу державу Європи, що простягалась від Балтійського до Чорного моря (нар. бл. 1296)[25].
- 275 років з часу (1523 рік):
  - смерті Мехме́да I Ґера́я (крим. I Mehmed Geray, ۱محمد گراى‎) — кримського хана у 1515—1523 рр. з династії Ґераї. (нар. 1465).
- 250 років з часу (1548 рік):
  - 1 квітня смерті — Сигізмунда I, короля польського і великого князя Литовського (з 1506 р.) з династії Ягеллонів. (нар. 1 січня 1467).
  - смерті Єжи Крупського — українського[26] шляхтича Королівства Польського, дипломата, воєначальника, каштеляна м. Белз (1509 р.) та м. Львова у 1515 р., белзький воєвода в 1533 р. (нар. 1472).
- 225 років з часу (1573 рік):
  - 26 лютого — смерті Григорія Самборчика (або Григорія з Самбора) — українського (руського) вченого, поета епохи Відродження, гуманіста (нар. 1523).
- 175 років з часу (1623 рік):
  - травень — смерті Богдана Конша[27]) — гетьмана Війська Запорозького.
- 150 років з часу (1648 рік):
  - 16 травня — смерті Мики́ти Ґалаґа́на — українського національного героя, який загинув у ході Корсунської битви.
  - смерті Фе́дора Скоропа́дського — українського військового діяча 17 століття, який загинув в битві на Жовтих Водах.
- 125 років з часу (1673 рік):
  - смерті Степана Орлика — литовсько-білоруського шляхтича польсько-чеського походження, батька українського гетьмана Пилипа Орлика. (нар. 1622).
- 100 років з часу (1698 рік):

- 19 листопада — Петра Дорофійовича Дорошенка — українського військового, політичного і державного діяча; Гетьмана Війська Запорозького, голови козацької держави на Правобережній Україні (1665—1676 рр.). (нар. 14 травня 1627 р.).
- 75 років з часу (1723 рік):
  - 23 листопада — смерті Івана Григоровича Донець-Захаржевського — українського козацького військового діяча, наказного полковника Харківського слобідського козацького полку.
  - Афанасія Олексійовича Заруцького — українського письменника-панегіриста.
- 50 років з часу (1748 рік):
  - 18 травня — смерті Селіма II Ґерая — кримського хана з династії Ґераїв (1743—1748). (нар. 1708).